# Kathleen J. Green
Kathleen Janée Green (* 26. Juni 1955) ist eine US-amerikanische Zellbiologin und Hochschullehrerin an der Feinberg School of Medicine der Northwestern University.

## Leben und Wirken
Green studierte Biologie am Pomona College, wo sie 1977 ihren Abschluss erwarb. Anschließend war sie dort als Lehrassistentin tätig, wechselte aber bereits 1978 an die Washington University in St. Louis. Dort wurde sie 1982 promoviert. Anschließend war sie an der University of Chicago erneut als Lehrassistentin tätig. 1984 wurde sie dort außerplanmäßige Lehrbeauftragte am Marine Biological Laboratory. Ab 1987 hatte Green eine Assistenzforschungsprofessur an der Feinberg School of Medicine der Northwestern University in Chicago inne. 1993 stieg sie dort zur außerordentlichen Professorin auf. Seit 1997 ist sie am Feinberg School of Medicine der Northwestern University ordentliche Professorin in der Abteilung für Dermatologie und Pathologie. Von 2009 bis 2011 war sie Direktorin des dortigen Forschungsinstituts für Hautkrankheiten, anschließend bis 2017 außerordentliche Direktorin. 2015 wurde ihre der Humboldt-Forschungspreis verliehen. Seit 2015 ist Green außerordentliche Direktorin des Robert H. Lurie Comprehensive Cancer Center an der Northwestern University und seit 2017 Direktorin des Skin Biology and Diseases Resource‐based Core und des Skin Tissue Engineering and Morphology Core der Northwestern University Medical School. Von 2015 bis 2016 war sie Gastprofessorin an der Universität zu Köln. 2016 wurde Green zum Mitglied in die Deutsche Akademie der Naturforscher Leopoldina gewählt. 2017 folgte die Aufnahme in die American Society for Cell Biology. Seit 2023 ist außerplanmäßige Herausgeberin der Fachzeitschrift Science Advances und stellvertretende Herausgeberin der Fachzeitschrift Journal of Investigative Dermatology.

## Forschung
Greens Forschungsschwerpunkte innerhalb der Zellbiologie liegen im Bereich der Zell-Zell-Kommunikation. Hierbei untersucht sie die verschiedenen Strukturen in der Zellmembran sowie deren Interaktionen und insbesondere Störungen bei der Signalgebung. Insbesondere widmet sie Krankheiten, die ihren Ursprung hier haben. Das Hauptaugenmerk liegt dabei auf Gewebestrukturen der Haut, insbesondere der Epidermis, und des Herzens, da die von ihr erforschten adhäsionsbedingte Erkrankungen wie Autoimmun-, Infektions- und Tumorerkrankungen in diesen Bereichen entstehen. Bei der Erforschung der Epidermis konzentrierte sie sich vor allem auf die Zellpolarität. Green hat Pionierarbeit in der Erforschung verschiedener Zell-Zell-Verbindungsproteine, insbesondere der Desmosomen, geleistet. Insbesondere hat sie auch das in Desmosomen vorkommende Protein Desmoplakin kloniert, sequenziert und charakterisiert.